# Un karma pesante
Un karma pesante è il secondo romanzo di Daria Bignardi, pubblicato nel 2010.

## Trama
Eugenia Viola ha quarant'anni ed è una regista di successo che si trova a ripercorrere i fatti salienti della sua vita. Nata a Verona, vi passa l'infanzia e la prima parte dell'adolescenza, ma ne fugge quasi ogni weekend per andare a Venezia con il pretesto di andare a trovare gli zii.
A soli tredici anni Eugenia legge Il demone meschino di Fëdor Sologub e ne resta affascinata, arrivando ad ubriacarsi di batida de coco. In seguito comincia a frequentare compagnie legate al mondo della droga (si fidanza con "Il Conte", il pusher del quartiere) ma a diciotto anni si trasferisce per alcuni mesi a Londra dopo aver saputo che il padre è malato di cancro. Tornata in Italia per assistere il genitore negli ultimi giorni di vita, Eugenia comincia a lavorare nel mondo della pubblicità presso alcune agenzie milanesi grazie all'aiuto dell'amica Adriana.
Quasi per sfida a sé stessa Eugenia gira lo spot di una pomata contro le emorroidi e dopo aver preso coscienza del successo ottenuto comincia a credere di essere tagliata per fare la regista. Parte quindi alla volta di New York su suggerimento della ricca Rossana Kamuranis, moglie di un noto produttore conosciuta nella toilette del Festival della Pubblicità di Cannes.
Alla vita professionale in crescita, Eugenia non riesce ad affiancare un'altrettanto fortunata vita sentimentale (si trova coinvolta in varie relazioni nessuna delle quali risulta essere quella definitiva), fino a quando si sposa con Pietro Lagrecacolonna dal quale avrà le due figlie Rosa e Lucia.

## Edizioni
- Daria Bignardi, Un karma pesante, Mondadori, 2010,  p. 214.